# Habitation Muscade
L'habitation Muscade est une ancienne plantation coloniale située à Bouillante, sur l'île de Basse-Terre, dans le département de la Guadeloupe, en France. La maison de maître de la plantation, bâtie en 1930, est classée aux monuments historiques en 1981.